# ويليام أليسون
ويليام بلتني أليسون (بالإنجليزية: William Pulteney Alison) ـ (12 نوفمبر 1790 ـ 22 سبتمبر 1859) هو طبيب ومصلح اجتماعي ومحسن اسكتلندي. كان أستاذًا مميزًا للطب في جامعة إدنبرة، ورأس الجمعية الطبية الجراحية بإدنبرة (بالإنجليزية: Medico-Chirurgical Society of Edinburgh) سنة 1833، كما رأس كلية الأطباء الملكية بإدنبرة (1836 ـ 1838)، وكان نائبًا لرئيس الرابطة الطبية البريطانية، ونظم اجتماعها الذي عُقد في إدنبرة سنة 1858.